# Errol Walters
Errol Walters (nascido em 26 de julho de 1956) é um ex-ciclista olímpico jamaicano. Representou sua nação nos Jogos Olímpicos de Verão de 1976, na prova individual de corrida em estrada.